# Lê Kim Toàn
Lê Kim Toàn (sinh 1965) là Phó Bí thư Thường trực Tỉnh ủy tỉnh Bình Định, Trưởng Đoàn đại biểu Quốc hội tỉnh Bình Định, Ủy viên Ủy ban Tài chính, Ngân sách của Quốc hội,              đại biểu Quốc hội Việt Nam khóa XI, khóa XIV thuộc đoàn đại biểu Bình Định. Theo hồ sơ lý lịch ông có bằng Tiến sĩ quản lý giáo dục.

## Xuất thân
Ông sinh ngày 5 tháng 5 năm 1965, quê quán ở phường Hoài Hảo, thị xã Hoài Nhơn, tỉnh Bình Định. Ông hiện cư trú ở số 36 đường Tôn Thất Tùng, phường Quang Trung, thành phố Quy Nhơn, tỉnh Bình Định.
Ngày vào đảng: 08/10/1992

## Giáo dục
- Đại học Sư phạm chuyên ngành Vật lý.
- Đại học Luật
- Thạc sĩ Quản lý giáo dục
- Trình độ chính trị: Cử nhân

## Vụ khai bằng Tiến sĩ
Ngày 28-7-2016, một lãnh đạo Ban Tổ chức Tỉnh ủy Bình Định cho biết Vụ Địa phương V Ủy ban Kiểm tra (UBKT) Trung ương Đảng đã làm việc với các cơ quan chức năng tỉnh Bình Định để xác minh, kiểm tra thông tin phản ánh của một số cán bộ lão thành liên quan đến ông Lê Kim Toàn, Phó Bí thư Thường trực Tỉnh ủy, đại biểu Quốc hội (QH) nhiệm kỳ 2016-2021. Nội dung kiểm tra chủ yếu là việc học tiến sĩ (TS) và khai bằng cấp trong lý lịch của ông Toàn.
Theo Quy định một số chính sách đào tạo cán bộ khoa học - công nghệ trình độ cao do UBND tỉnh Bình Định ban hành ngày 17/12/2007, một trong các điều kiện đào tạo thạc sĩ, tiến sĩ ở nước ngoài là tuổi đời không quá 30. Nhưng năm 2011 ông Toàn đã 46 tuổi, không phù hợp điều kiện trên.